# Wanja Lindner
Wanja Lindner (* 21. März 1971) ist ein deutscher Trainer im Kunstradfahren und Einradfahren. 
Er leitete über mehrere Jahre den Landeskader in Hessen. Sein Heimatverein ist die SKV Mörfelden. Wanja Lindner hat sich dabei nicht auf eine Disziplin im Hallenradsport spezialisiert. Wanja Lindner ist einer der wenigen Vereinstrainer, welche in alle Disziplinen im Hallenradsport Medaillen auf Deutschen Meisterschaft gewonnen hat. Als Landesverbandstrainer haben seine Sportler viele Medaillen bei Welt- und Europameisterschaften erzielt. Als Vereinstrainer führte er die Vereinsmannschaft der SKV Mörfelden 2008 zum Gewinn des Europapokals für Vereinsmannschaften im Kunstradfahren und 2003, 2006, 2007 jeweils zum 3. Platz. Im 1er Kunstradfahren gewann Julian Michaelis im Jahre 2000 die Silbermedaille bei den Europameisterschaften der Junioren, Corinna Hein gewann 2007 die UCI-Weltrangliste. 

## Betreute Vereinssportler
Einer
- Kathrin Engel 3. Platz Europapokal für Vereinsmannschaften 2003
- Corinna Hein Deutsche Meisterin 2007, 3. Deutsche Meisterschaft 2008; Platz 1 UCI-Weltrangliste 2007; 1. Platz Europapokal für Vereinsmannschaften 2008; 3. Platz Europapokal für Vereinsmannschaften 2006, 2007
- Julian Michaelis 2. Platz Junioreneuropameisterschaft 2000, 2. Platz Deutsche Juniorenmeisterschaft 2000, 3. Deutsche Juniorenmeisterschaft 1999

Zweier
- Christine Arndt und Bettina Pullmann 3. Platz Europapokal für Vereinsmannschaften 2003, 2. Platz Deutsche Schülermeisterschaft 2004

Vierer
- Anna Hechler, Hannah Hechler, Elisabeth Schäffer, Pia Stiller 1. Platz Europapokal für Vereinsmannschaften 2008, 3. Platz Europapokal für Vereinsmannschaften 2006, 2007; Deutscher Vizemeister 2008
- Christina Arndt, Lisa Arndt, Lisa Hofmann, Elena Zippel 1. Platz Europapokal für Vereinsmannschaften 2008, 3. Platz Europapokal für Vereinsmannschaften 2006, 2007

Sechser
- Hannah Hechler, Elisabeth Schäffer, Pia Stiller, Lisa Hofmann, Elena Zippel Bundespokalsieger 2008, Deutscher Meister 2008, 3. Platz Deutsche Juniorenmeisterschaft 2006

| Personendaten    | Personendaten                                        |
| ---------------- | ---------------------------------------------------- |
| NAME             | Lindner, Wanja                                       |
| KURZBESCHREIBUNG | deutscher Trainer im Kunstradfahren und Einradfahren |
| GEBURTSDATUM     | 21. März 1971                                        |